# Ferdinando IV d'Asburgo
Ferdinando IV d'Asburgo (Vienna, 8 settembre 1633 – Vienna, 9 luglio 1654) è stato re dei Romani dal 1653 fino alla sua morte, nonché re di Ungheria dal 1646 e di Boemia dal 1647.

## Biografia
Ferdinando era il maggiore dei figli dell'imperatore Ferdinando III e della sua prima moglie, Maria Anna di Spagna. Fu designato a succedere al padre già dal 1652 quando egli seguì il consiglio di molti principi ecclesiastici. Il 31 maggio 1653 Ferdinando d'Asburgo venne eletto Re dei Romani ed incoronato il 18 giugno dello stesso anno a Ratisbona per mano del principe-arcivescovo di Magonza Johann Philipp von Schönborn.
Il padre, Ferdinando III, era ancora in vita e come tale conservava il titolo di Imperatore per sé, riservando al figlio solo il governo di una parte dei propri domini personali.
Il suo regno ebbe vita breve in quanto morì di vaiolo l'anno successivo; gli successe il fratello minore Leopoldo.
Fervente devoto della Madonna di Loreto, Ferdinando pretese con ordinanza testamentaria che il proprio cuore venisse sepolto alla sua morte nella Loretokapelle nella Augustinerkirche della propria residenza. Questo fatto singolare, divenne in seguito una vera e propria abitudine e tutti i successivi imperatori asburgici seguirono questa procedura.

## Albero genealogico
|                             |                      |                           | Genitori                  |  |  | Nonni |  |  | Bisnonni           |  |  | Trisnonni              |  |
|                             |                      |                           |                           |  |  |       |  |  | Carlo II d'Austria |  |  | Ferdinando I d'Asburgo |  |
|                             |                      |                           |                           |  |  |       |  |  | Carlo II d'Austria |  |  | Ferdinando I d'Asburgo |  |
|                             |                      | Anna Jagellone            |                           |  |  |       |  |  | Carlo II d'Austria |  |  |                        |  |
| Ferdinando II d'Asburgo     |                      |                           |                           |  |  |       |  |  | Carlo II d'Austria |  |  |                        |  |
|                             |                      | Maria Anna di Wittelsbach | Alberto V di Baviera      |  |  |       |  |  |                    |  |  |                        |  |
|                             |                      | Maria Anna di Wittelsbach | Alberto V di Baviera      |  |  |       |  |  |                    |  |  |                        |  |
|                             |                      | Maria Anna di Wittelsbach | Anna d'Asburgo            |  |  |       |  |  |                    |  |  |                        |  |
| Ferdinando III d'Asburgo    |                      | Maria Anna di Wittelsbach |                           |  |  |       |  |  |                    |  |  |                        |  |
|                             |                      | Guglielmo V di Baviera    | Alberto V di Baviera      |  |  |       |  |  |                    |  |  |                        |  |
|                             |                      | Guglielmo V di Baviera    | Alberto V di Baviera      |  |  |       |  |  |                    |  |  |                        |  |
|                             |                      | Guglielmo V di Baviera    | Anna d'Asburgo            |  |  |       |  |  |                    |  |  |                        |  |
| Maria Anna di Baviera       |                      | Guglielmo V di Baviera    |                           |  |  |       |  |  |                    |  |  |                        |  |
|                             |                      | Renata di Lorena          | Francesco I di Lorena     |  |  |       |  |  |                    |  |  |                        |  |
|                             |                      | Renata di Lorena          | Francesco I di Lorena     |  |  |       |  |  |                    |  |  |                        |  |
|                             |                      | Renata di Lorena          | Cristina di Danimarca     |  |  |       |  |  |                    |  |  |                        |  |
| Ferdinando IV d'Asburgo     |                      | Renata di Lorena          |                           |  |  |       |  |  |                    |  |  |                        |  |
|                             | Filippo II di Spagna | Carlo V d'Asburgo         |                           |  |  |       |  |  |                    |  |  |                        |  |
|                             | Filippo II di Spagna | Carlo V d'Asburgo         |                           |  |  |       |  |  |                    |  |  |                        |  |
|                             | Filippo II di Spagna | Isabella d'Aviz           |                           |  |  |       |  |  |                    |  |  |                        |  |
| Filippo III di Spagna       | Filippo II di Spagna |                           |                           |  |  |       |  |  |                    |  |  |                        |  |
|                             |                      | Anna d'Asburgo            | Massimiliano II d'Asburgo |  |  |       |  |  |                    |  |  |                        |  |
|                             |                      | Anna d'Asburgo            | Massimiliano II d'Asburgo |  |  |       |  |  |                    |  |  |                        |  |
|                             |                      | Anna d'Asburgo            | Maria di Spagna           |  |  |       |  |  |                    |  |  |                        |  |
| Maria Anna d'Asburgo        |                      | Anna d'Asburgo            |                           |  |  |       |  |  |                    |  |  |                        |  |
|                             |                      | Carlo II d'Austria        | Ferdinando I d'Asburgo    |  |  |       |  |  |                    |  |  |                        |  |
|                             |                      | Carlo II d'Austria        | Ferdinando I d'Asburgo    |  |  |       |  |  |                    |  |  |                        |  |
|                             |                      | Carlo II d'Austria        | Anna Jagellone            |  |  |       |  |  |                    |  |  |                        |  |
| Margherita d'Austria-Stiria |                      | Carlo II d'Austria        |                           |  |  |       |  |  |                    |  |  |                        |  |
|                             |                      | Maria Anna di Wittelsbach | Alberto V di Baviera      |  |  |       |  |  |                    |  |  |                        |  |
|                             |                      | Maria Anna di Wittelsbach | Alberto V di Baviera      |  |  |       |  |  |                    |  |  |                        |  |
|                             |                      | Maria Anna di Wittelsbach | Anna d'Asburgo            |  |  |       |  |  |                    |  |  |                        |  |
|                             |                      | Maria Anna di Wittelsbach |                           |  |  |       |  |  |                    |  |  |                        |  |